# Orohippus
Genre
Synonymes
- Protorohippus

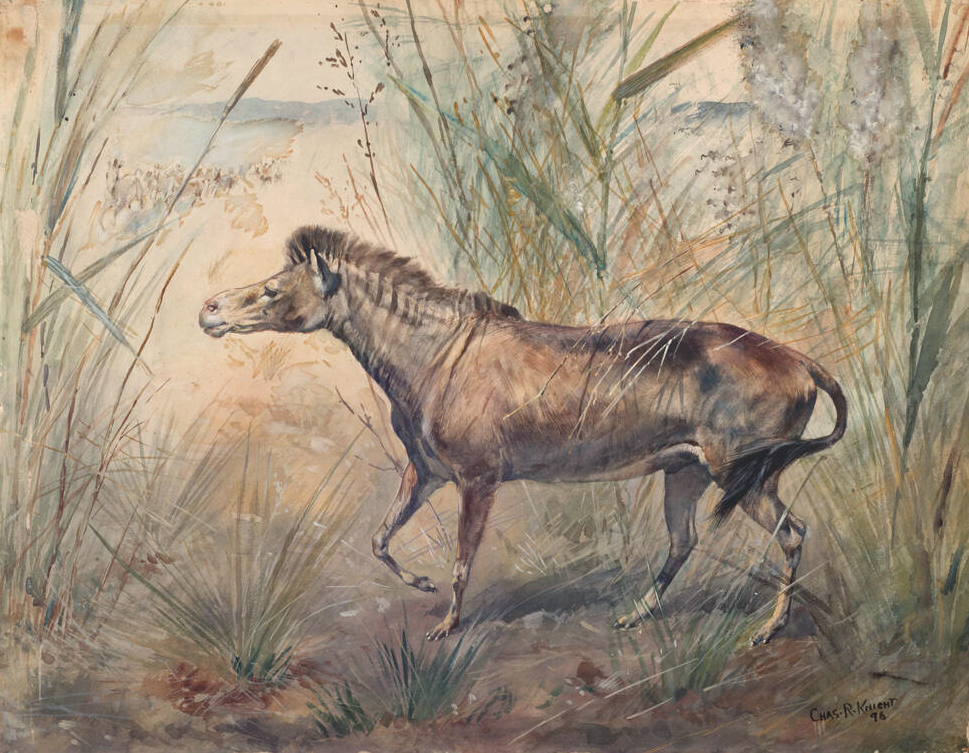
Illustration par Charles R. Knight, 1896.

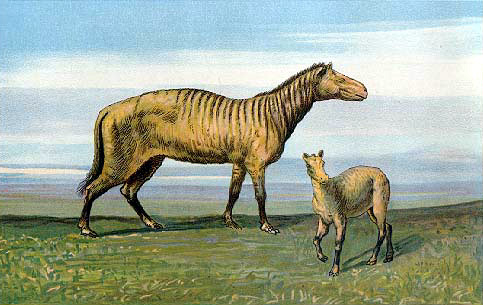
Illustration par F. John, 1902

Orohippus (du grec cheval de montagne) ou Protorohippus est un genre fossile d'équidé ayant vécu au début de l'Éocène moyen, il y a 50 millions d'années en Amérique du Nord. La datation des fossiles dont nous disposons révèle qu'ils ont vécu plus de deux millions d'années après les Hyracotherium. Pour cette raison, ils sont considérés comme descendant des Hyracotherium desquels ils auraient évolué par petites étapes successives.

## Description
Les différences anatomiques entre ces genres sont légères : ils étaient de même taille, mais les Orohippus avaient un corps plus mince, une tête plus ovale, des avant-bras plus minces et de plus longues jambes qui sont caractéristiques d'un bon sauteur. Les prémolaires supérieures des Orohippus ont une surface plus plate que celle des Hyracotherium, ces dents étaient adaptées à une nourriture plus dure. C'est le premier équidé à cerveau moderne.

## Espèces
Six espèces sont connues.
- † Orohippus major
- † Orohippus agilis
- † Orohippus progressus
- † Orohippus proteros
- † Orohippus pumillus (syn. Helotherium procyoninum, Hyracotherium osbornianum, Lophiotherium ballardi, Oligotomus cinctus, Orohippus atavus, Orohippus typicus)
- † Orohippus sylvaticus (syn. Orotherium uintanum)